# Díode PIN

Capes de silici del diode PIN.
Un díode PIN és un díode amb una regió de semiconductor intrínseca àmplia i no dopada entre un semiconductor de tipus p i una regió de semiconductor de tipus n. Les regions de tipus p i de tipus n solen estar fortament dopades perquè s'utilitzen per a contactes òhmics.

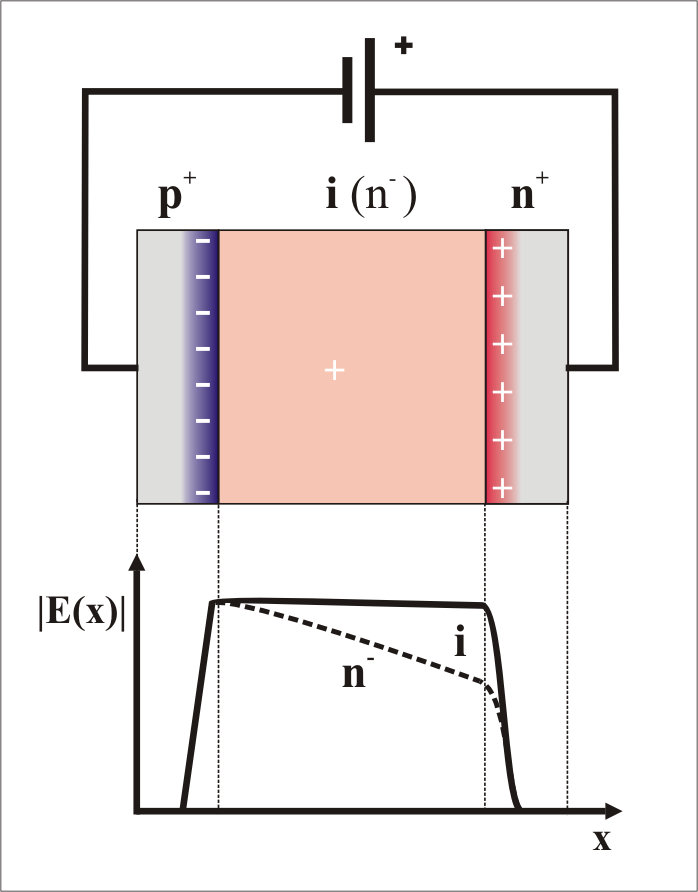
Diode PIN amb distribució de càrrega espacial sota tensió inversa (a dalt) i la corresponent distribució de camp elèctric (a baix).

La regió intrínseca àmplia és en contrast amb un díode p–n normal. L'àmplia regió intrínseca fa que el díode PIN sigui un rectificador inferior (una funció típica d'un díode), però el fa adequat per a atenuadors, interruptors ràpids, fotodetectors i aplicacions d'electrònica de potència d'alta tensió.
El fotodiode PIN va ser inventat per Jun-Ichi Nishizawa i els seus col·legues el 1950. És un dispositiu semiconductor.
Quan el díode està polaritzat cap endavant, la concentració del portador injectat és típicament diversos ordres de magnitud superior a la concentració intrínseca del portador. A causa d'aquesta injecció d'alt nivell, que al seu torn es deu al procés d'esgotament, el camp elèctric s'estén profundament (gairebé tota la longitud) a la regió. Aquest camp elèctric ajuda a accelerar el transport de portadors de càrrega de la regió P a la N, la qual cosa resulta en un funcionament més ràpid del díode, el que el converteix en un dispositiu adequat per al funcionament d'alta freqüència.
Els díodes PIN són útils com a interruptors de RF, atenuadors, fotodetectors i desplaçadors de fase.